# Quirina

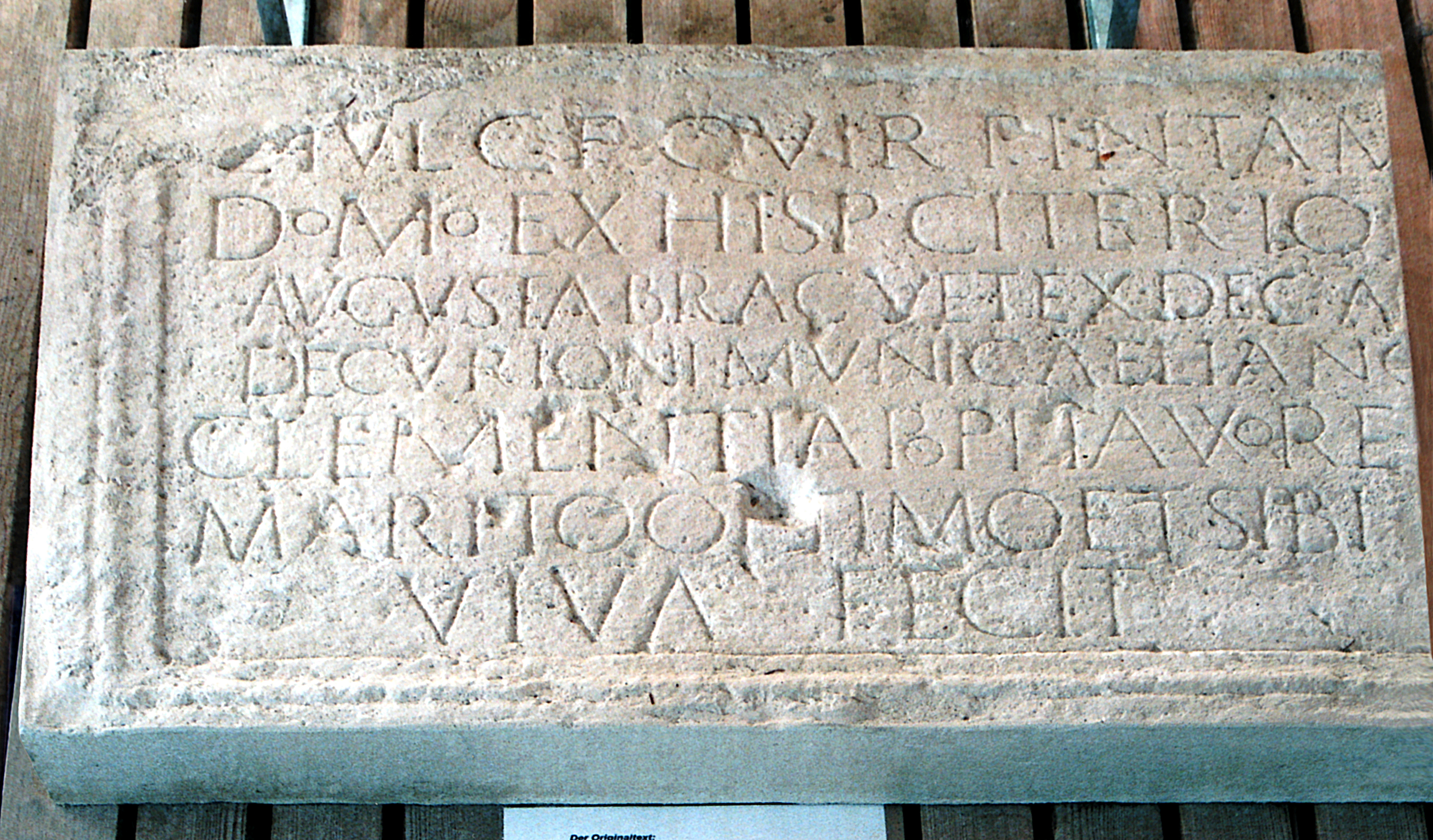
Inscripción funeraria procedente de la Villa de Leutstetten (Stadt Starnberg, Alta Baviera, Alemania) dedicada al decurio Publio Julio Pintamo, natural de Bracara Augusta adscrito a la tribu Quirina.

La tribu Quirina es una de las 35 tribus romanas, en las que se adscribía todo ciudadano romano para poder ejercer su derecho de voto en los Comitia tributa o comicios por tribus. Tenía la consideración de tribu rústica, frente a las cuatro tribus urbanas. Fue una de las últimas creadas bajo la República, para poder incorporar al estado romano a los sabinos en 241 a. C., junto con la tribu Velina, y su ámbito territorial discurría a lo largo de la Vía Salaria, con centro en Rieti.
A partir de Augusto, con el establecimiento del Imperio, la vida de las asambleas romanas comenzó a languidecer, para dejar de ser convocadas bajo Tiberio, perdiendo sus atribuciones en favor del Senado, y siendo suprimidas por Trajano, aunque durante los tres primeros siglos del Imperio todos los ciudadanos romanos tenían que estar adscritos a una tribu.
La tribu Quirina fue la elegida por Vespasiano para adscribir a todos los hispanos que, en virtud del Edicto de Latinidad de 74, accedieran a la ciudadanía romana después de haber ejercido alguna magistratura en los nuevos municipios flavios de Hispania, que gozaban del ius latii minor. De esta forma, la aparición de la tribu Quirina en las inscripciones de individuos que indican su lugar de origen suele indicar que su ciudad tenía el estatuto de municipio flavio.

## Note
1. ↑  Tito Livio, Periochae libro XIX.: Duae tribus adiectae sunt, Velina et Quirina
2. ↑  Kubitschek, 1937, col. 2504.
3. ↑  Roldán, Blázquez y del Castillo, 1989, p. 303.
4. ↑  Mangas, 2001, 50. Andreu Pindado, 2004, pp. 128-137.
5. ↑  Le Roux, 2006, p. 139.